# W41SA
W41SA（だぶりゅーよんいちえすえー）は、三洋電機（大阪、現・京セラ SANYOブランド）が開発し、KDDIおよび沖縄セルラー電話のauブランドで販売されていたCDMA 1X WINの携帯電話である。

## 特徴
コンパクトなボディに加え、CDMA 1X WINではMEDIA SKINの104gに次ぐ108gの軽量さを実現している。新機能として、手書き文字を撮って保存ができる「パシャ文字」がある。これは、手書きメッセージを撮るとメッセージの部分だけを画像として保存するもの（パシャ文字メモ）である。また、画像と手書きメッセージを合成してメッセージカードの作成もできる（パシャ文字カード）。しかし、三洋のCDMA 1X WIN端末では唯一、AFに対応していない。メインディスプレイとサブディスプレイのバックライトは共用している。
セキュリティ機能も充実している。端末を閉じると自動でロックがかかる「とじるとロック」や、端末を失くした場合に公衆電話や固定電話などから電話をかけて端末をロックする「遠隔オートロック」機能を搭載した。さらに、auでは初めて、ステレオマイク対応のAACコーデックを用いたICレコーダーを装備している。ボディカラーの1つをシルバーにしたのはビジネスユーザーを強く意識したためらしい。
with Disney!として「くまのプーさん」をプリセットしている。

## E02SA
このW41SAをベースに無線LANを端末本体に内蔵し、大容量のリチウムイオンバッテリーに置き換え、更に2GHz帯エリアに対応し、ビジネスソリューション向けに特化したのがE02SAである。なお、E02SAは法人ユーザー専用端末となっており、一般のユーザーは入手不可となっている。

## 沿革
- 2006年（平成18年）1月19日 - KDDI、および三洋電機（大阪）から発表。
- 2006年2月17日 - 北陸・中国地方で発売。
- 2006年2月18日 - 四国・沖縄地方で発売。
- 2006年2月21日 - 北海道地方で発売。
- 2006年2月22日 - 関東・九州地方で発売。
- 2006年2月23日 - 中部・関西地方で発売。
- 2006年2月24日 - 東北地方で発売。
- 2006年7月28日 - 法人専用モデルのE02SAが発売。
- 2007年（平成19年）3月2日 - 充電制御方法に関する不具合が発表される。
- 2012年（平成24年）7月22日 - L800MHz帯（旧800MHz帯・CDMA Bandclass 3）によるサービスの停波によりそれ以降、W41SAについては利用不可となる。E02SAについては2GHz帯（CDMA Band-Class 6）でのデュアルバンドに対応していた為、2GHz帯エリアによるサービスのみのサポートとなる。

## 不具合
2007年3月2日に充電制御回路のソフトウェアの不具合により、充電しながら操作をする場合、電池が過充電状態となり、劣化したりふくらんだりすることがあると発表された。
2007年3月2日に上記の不具合の修正がケータイアップデートにより行われた。

## 対応サービス
- au LISTEN MOBILE SERVICE（EZ「着うたフル」）
- Hello Messenger
- with Disney!（くまのプーさん）
- EZナビウォーク
- EZ・FM
- パシャ文字カード／パシャ文字メモ
- とじるとロック／遠隔オートロック
- SD-Audio(AAC)